# آپاچی سفید
آپاچی سفید (ایتالیایی: Bianco Apache) یک فیلم به کارگردانی برونو ماتی است که در سال ۱۹۸۷ منتشر شد.